# Nodira
Mohlaroyim (Uzbek: ماهلَر-آییم/Моҳларойим/Mohlaroyim) "Nodira" era una poetessa i l'esposa del Muhàmmad Úmar Beg, Khan Kokand. Va ser assassinada per Nasrulla Khan de Bukharà el 1842.